# Stará radnice (Cheb)
Stará radnice v Chebu stojí na náměstí Krále Jiřího z Poděbrad, číslo popisné 14, vedle Nové radnice, ve které dnes sídlí galerie výtvarného umění. Stará radnice stále slouží svému účelu, sídlí v ní městský úřad Cheb.
Nejstarší chebská radnice stála na Jánském náměstí. Ve 13. století bylo město rozšířeno novou výstavbou, přičemž vzniklo i nové náměstí. Právě zde vznikla nová reprezentativnější gotická radnice. Ta časem přestala vyhovovat svou kapacitou a tak byla rozšířena i o sousední dům (č. p. 13). Stará radnice byla v 18. století nahrazena Novou radnicí vystavěnou na sousední parcele výše v kopci náměstí. I samotná Stará radnice byla přestavěna (během 18. a 19. století několikrát).
Budova má 2 patra, ta v minulosti doplňovala vysoká věž. Její vrchol byl ozdoben zlatým sluncem ukořistěným při dobytí pevnosti Neuhaus nedaleko města. Vzadu se nacházela radniční kaple, v níž se roku 1805 konala poslední bohoslužba, poté byla spolu s představbou na straně do náměstí stržena.